# 찰스 윌리엄 엘리엇

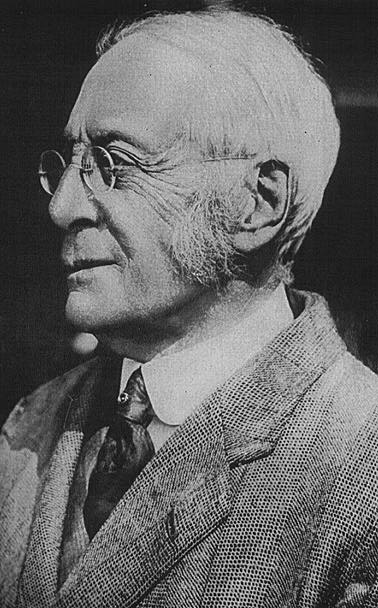
찰스 윌리엄 엘리엇

찰스 엘리엇(Charles William Eliot, 1834년 3월 20일 - 1926년 8월 22일)은 하버드 대학 총장을 역임한 미국의 학자이다.
그는 단과대학이었던 학교를 걸출한 미국의 연구중심 종합대학교로 바꾸어 놓았다. 그는 그 대학교 사상 가장 오랜 기간 동안 총장을 맡았다.